# خوان منا
خوان منا (انگلیسی: Juan Mena; ۸ نوامبر ۱۹۲۴ – ۱ ژوئن ۱۹۸۴) بازیکن فوتبال اهل اسپانیا بود.
از باشگاه‌هایی که در آن بازی کرده‌است می‌توان به باشگاه فوتبال هرکولس، باشگاه فوتبال والنسیا، و باشگاه فوتبال رئال ساراگوسا اشاره کرد.